# 萨朗山口
萨朗山口（波斯語：‎，海拔 3,878米或12,723英尺）位于阿富汗帕尔旺省和巴格兰省交界处，是喀布尔连接北方的主要山口，萨朗山口缩短阿富汗北部地区与喀布尔省、阿富汗南部省份以及巴基斯坦开伯尔-普什图省的距离。

## 概要
位于首都喀布尔北部约100公里。在连接首都和北部要冲马扎里沙里夫的公路上。自古以来作为重要的交通要道十分活跃，不过，因为地势险峻，冬季通行很困难。
因此，1964年在邻国苏联的支援而挖掘数个隧道，冬天也可以在积雪的气象条件下通行。隧道全长约2,600米，最高处海拔是3,363米，是世界最高的隧道。讽刺的是，1980年代，苏军穿过隧道进攻首都喀布尔(這里也是艾哈邁德·沙阿·馬蘇德控制的地方)。

## 围绕萨朗山口的战斗
- 苏联－阿富汗战争（1978年-1989年）时，作为重要的军事补给线，在山顶聖戰者与苏联军队展开了非對稱作戰。1984年7月24日出版的《真理报》刊登，山顶附近燃烧着的损害的装甲车，道路满是弹痕，守备队防备敌人[2]。

- 1990年代的内战（阿富汗内战 (1989年-1992年)）山口作为北方联盟和塔利班的前线。战斗中，马苏德的军队为了阻止塔利班的北侵，炸毁了萨朗隧道的两端，隧道的功能和安全性降低。战争结束后，瓦砾移除后隧道功能恢复，但内部已经被破坏，如没有照明、道路被淹[3]。

## 雪崩灾害
萨朗山口地形非常陡峭，道路是非常狭窄。因此，交通事故、翻车事故不断。特别是在冬季，发生雪崩更加频繁，有时会造成人员死亡。
- 2002年：沿途发生雪崩，数十辆通行车辆被卷入，确认7人死亡，12人受伤。

- 2010年2月8日：接连发生的大规模雪崩（英语：2010 Salang avalanches），发现166人遇难者遗体。[4]

## 画廊

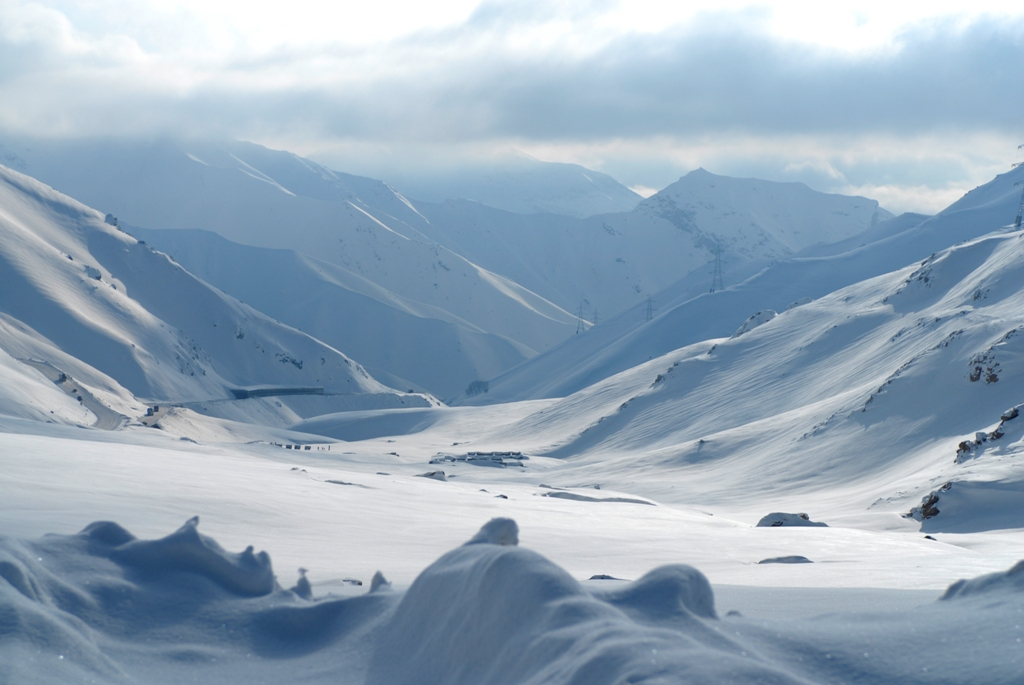
2009年1月30日萨朗山口，大雪
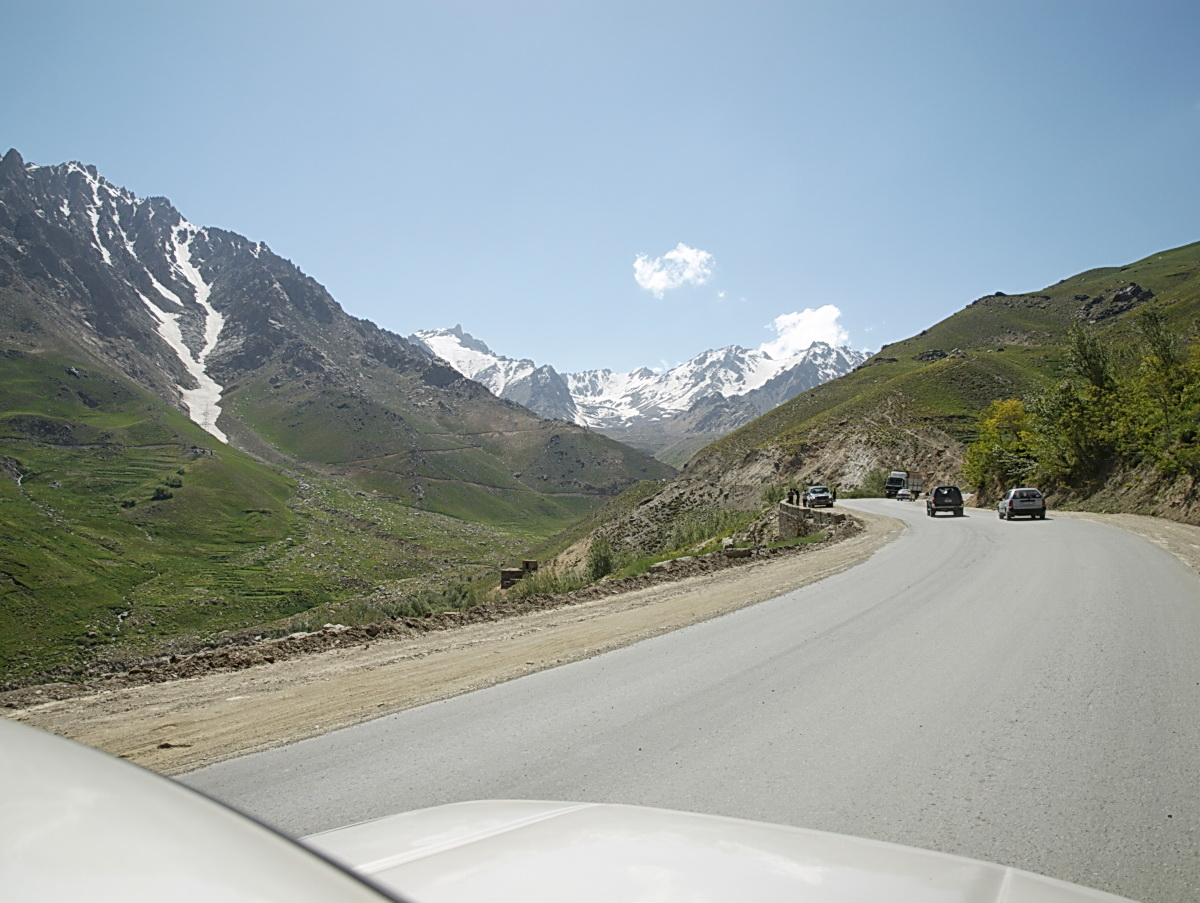
萨朗山口的道路
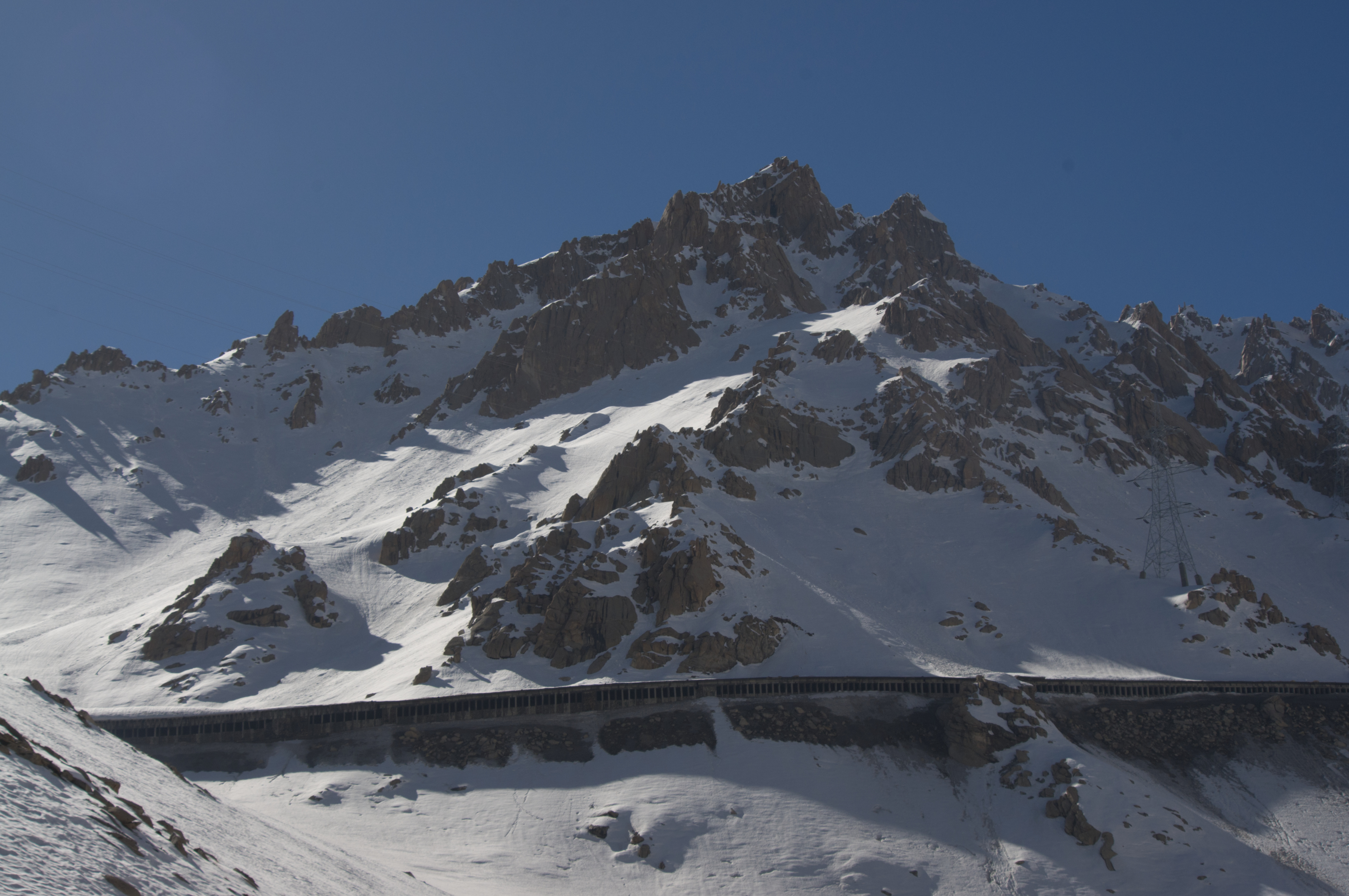
萨朗隧道
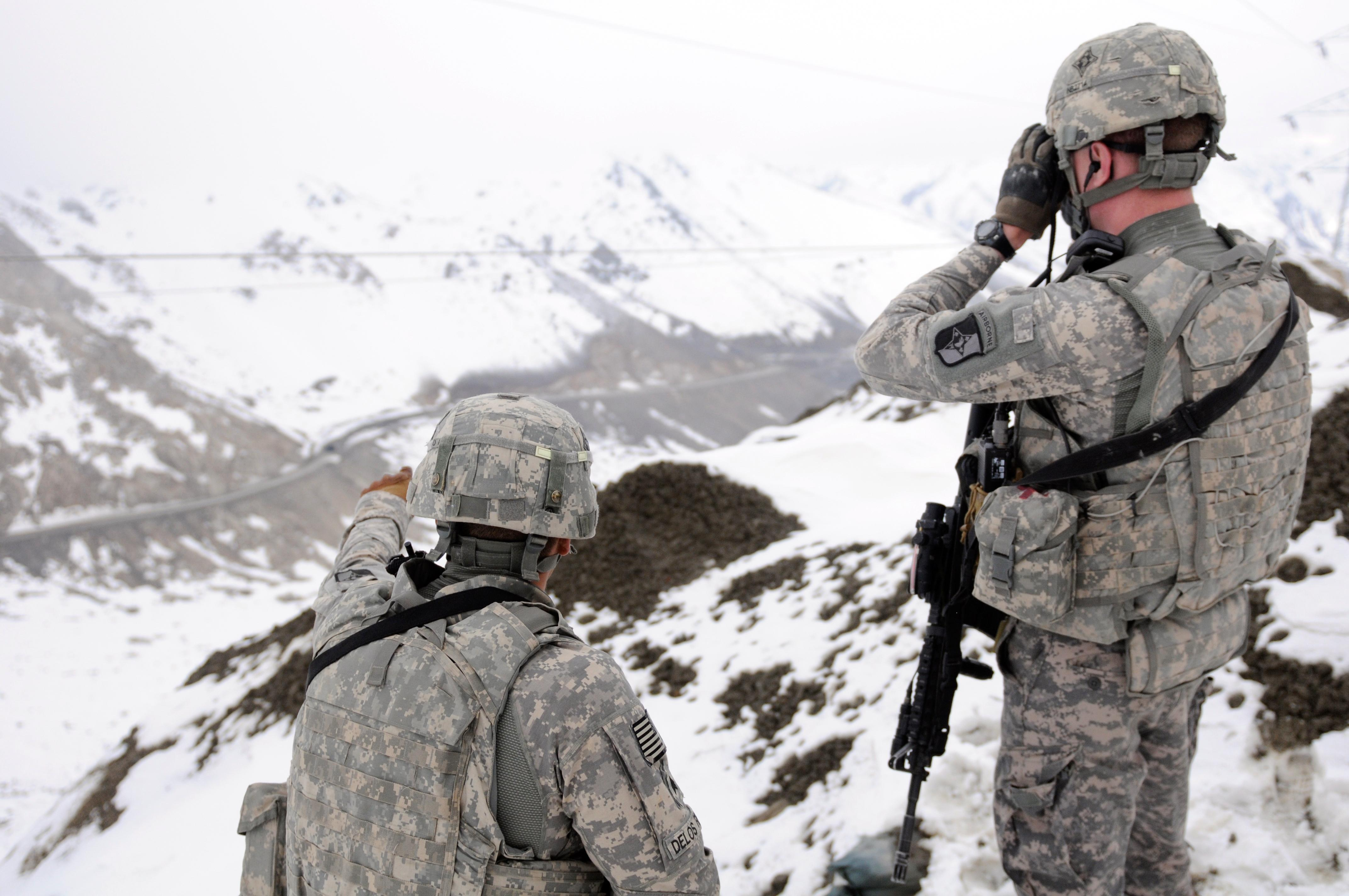
美国士兵在萨朗山口，2011年3月
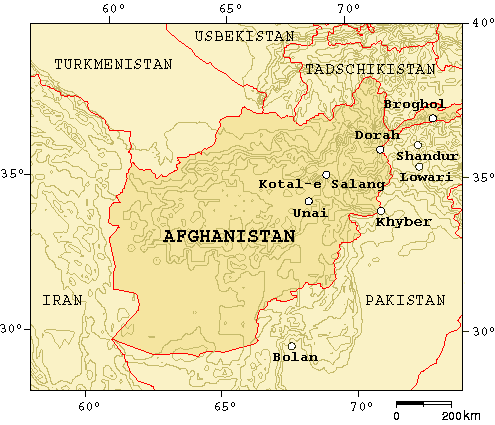
阿富汗山区地图